# Short SC.7 Skyvan
Lo Short SC.7 Skyvan è un bimotore turboelica da trasporto ad ala alta prodotto dall'azienda britannica Short Brothers & Harland Ltd, poi Short Brothers plc, dagli anni sessanta agli anni ottanta ed attualmente ancora utilizzato da numerose compagnie aeree civili ed aeronautiche militari mondiali.

## Progettazione e sviluppo
Nel 1958, la Shorts venne contattata dalla F.G. Miles Ltd (azienda succeduta alla Miles Aircraft) in cerca di un appoggio per avviare la produzione del H.D.M.106 Caravan dotato di un'ala Hurel Dubois. La Shorts acquisì il progetto ed i dati raccolti dai test sul Miles Aerovan basato sul prototipo HDM.105. Dopo la valutazione proposta dalla Miles, la Shorts decise di non intraprendere lo sviluppo del Caravan in favore di un proprio progetto per una versione utility box-car interamente metallica alla quale venne assegnata la denominazione Short SC.7 Skyvan.
La costruzione iniziò presso gli stabilimenti di Sydenham, nei pressi di Belfast, nel 1960 ed il primo esemplare venne portato in volo per la prima volta il 17 gennaio 1963, equipaggiato da due motori a pistoni Continental. Successivamente, alla fine dello stesso anno, venne rimotorizzato con i più potenti turboelica Turboméca Astazou di produzione francese, per poi passare definitivamente, con la serie 3, al mercato statunitense con una fornitura da parte della Garrett Systems.
In totale, fino al termine della produzione cessata nel 1986, vennero realizzati tra tutte le versioni, compreso il prototipo, 153 esemplari.
Dallo Skyvan venne sviluppata una variante caratterizzata dalla fusoliera allungata, lo Shorts 330.

## Tecnica
Lo Skyvan è un bimotore monoplano di costruzione interamente metallica caratterizzato da una fusoliera a sezione quadrata di ampie dimensioni. La cabina di pilotaggio a due posti affiancati, posta sul muso, non è pressurizzata e ha un'ampia finestratura. Posteriormente la fusoliera è dotata di un ampio portellone di carico e termina in un impennaggio bideriva. L'ala, montata alta ed a semisbalzo, è collegata ai due supporti laterali del carrello d'atterraggio, fisso e con configurazione triciclo anteriore, tramite un paio di robusti montanti obliqui. L'apparato propulsivo adottato nel 1968 dalla versione Skyvan 3, è di due turboelica Garrett AiResearch TPE-331-201 capaci di 715 shp (533 kW) ciascuno, collocati in due gondole sotto l'ala vicino alla fusoliera ed abbinati a due eliche tripala a passo variabile.

## Impiego operativo
Gli Skyvan sono tuttora ancora impiegati sia da numerose compagnie aeree civili che da un buon numero di aeronautiche militari soprattutto sud e centroamericane, africane ed asiatiche. Nel 2006 risultavano ancora in servizio operativo presso la Guyana Defence Force e nell'Oman in forza con la propria Al Quwwat al-Jawwiya al-Sultanya al-Omanya.
Caratteristica principale degli Skyvan è la vasta apertura posteriore del vano di carico che lo resero adatto per lancio di Paracadutisti e per i famigerati Voli della morte.
Nel 1982, due Skyvans in forza presso la Prefectura Naval Argentina parteciparono attivamente alle operazioni durante la guerra delle Falklands. Entrambi gli esemplari furono traghettati a Port Stanley nell'aprile 1982. Uno fu colpito dal cannoneggiamento sull'ippodromo Port Stanley da parte della Royal Navy, e danneggiato e successivamente distrutto dall'artiglieria britannica durante le operazioni tra il 12 e 13 giugno.
Il secondo esemplare fu utilizzato a Pebble Island, la più settentrionale delle Falklands, dove restò bloccato a causa del terreno fangoso e poi distrutto dalle forze britanniche il 15 maggio 1982 durante l'operazione denominata raid su Pebble Island.

## Versioni
Tutte prodotte negli stabilimenti Short di Belfast.
- Skyvan 1 : prototipo, motorizzato con 2 Continental GTSIO-520, realizzato in un solo esemplare.
- Skyvan 1A : prototipo rimotorizzato con 2 Turbomeca Astazou da 520 shp (388 kW).
- Skyvan 2 : versione di serie motorizzata Turbomeca Astazou, prodotta in 8 esemplari.
- Skyvan 3 : versione di serie motorizzata Garrett TPE 331, prodotta in 145 esemplari.
- Skyvan 3A : versione Skyvan 3 dotata di un maggior valore di carico utile.
- Skyvan 3M : versione da trasporto militare, utilizzata per il lancio di materiale in volo, trasporto truppe, assaltatori e paracadutisti, cargo, sgombero e ricerca e salvataggio.
- Skyvan 3M-200 : versione Skyvan 3M dotata di un maggior valore di carico utile (M-TOW 6 804 kg, 15 000 lb).
- Skyliner : versione aereo di linea.

## Utilizzatori

### Civili

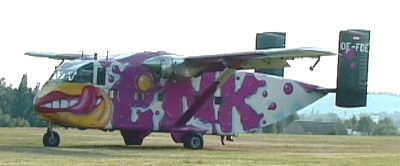
Livrea adottata dallo Skyvan dell'austriaca Pink Aviation Services.

All'agosto 2006 erano ancora 35 gli esemplari di Shorts Skyvan in servizio di linea, con Sonair (1), Swala Airlines (2), Transway Air Services (1), Deraya Air Taxi (3), Layang Layang Aerospace (1), Macair Airlines (1), Malaysia Air Charter (1), Pan-Malaysian Air Transport (1), Wirakris Udara (1), CAE Aviation (1), Deltacraft (1), Invicta Aviation (2), Pink Aviation Services (4), Advanced Air (1), Allwest Freight (2), Arctic Circle Air Service (3), GB Airlink (1), North Star Air Cargo (5), Skylift Taxi Aereo (1) e Summit Air (2).

### Militari

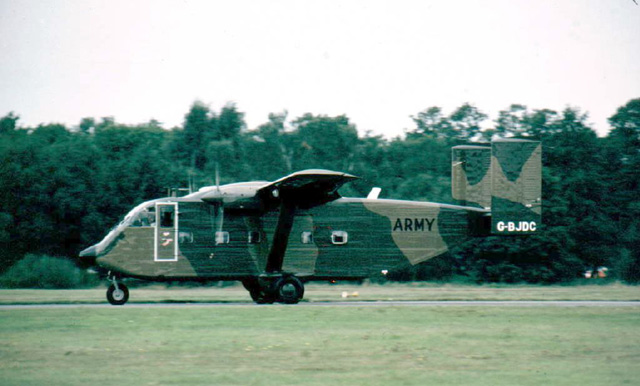
Il dimostratore militare nel 1982.

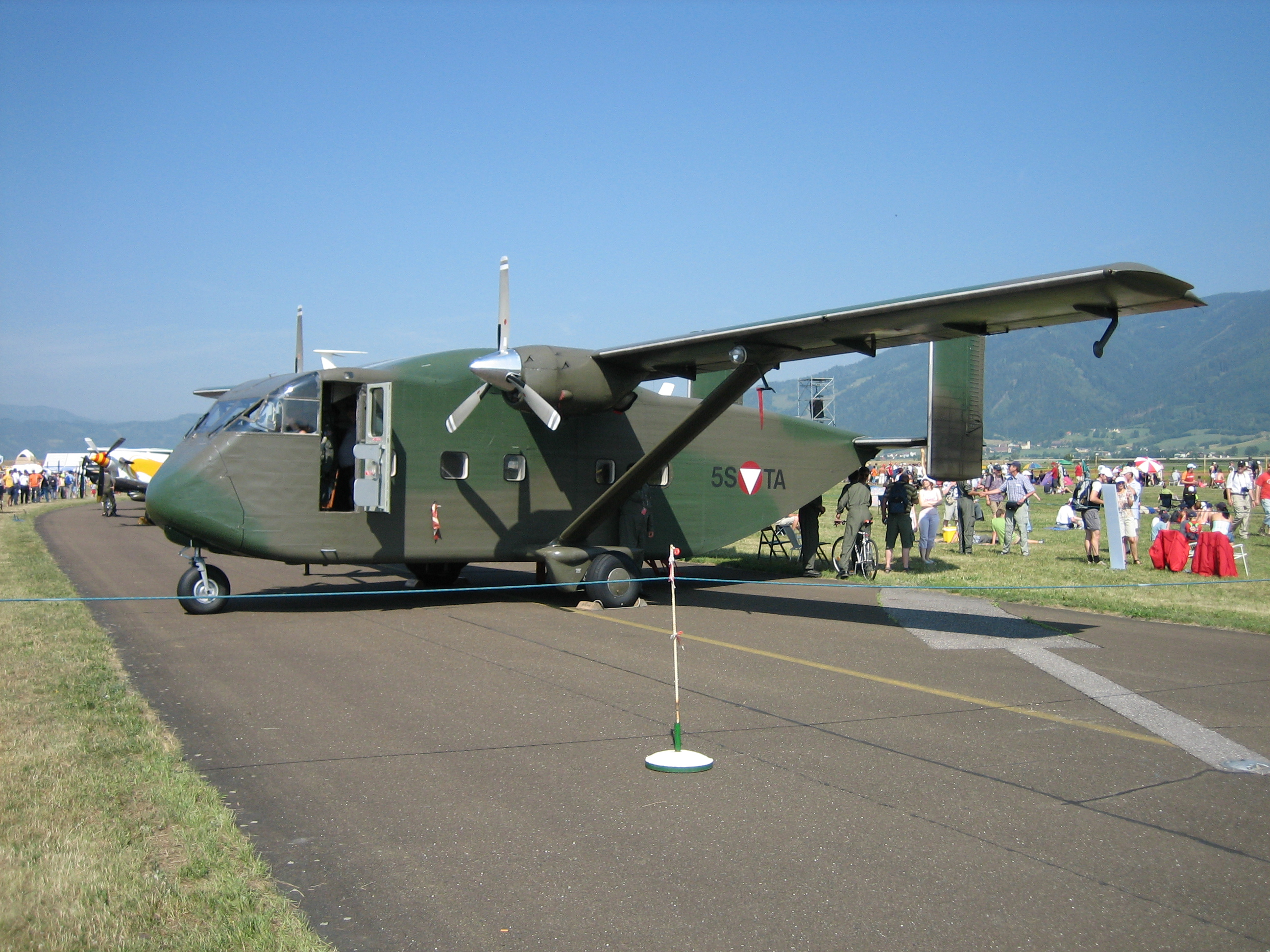
Un Skyvan dell'austriaca Österreichische Luftstreitkräfte.

Argentina
- Fuerza Aérea Argentina

 Austria
- Österreichische Luftstreitkräfte

 Botswana
- Botswana Defence Force Air Wing

 Ecuador
- Fuerza Aérea Ecuatoriana

 Emirati Arabi Uniti
- United Arab Emirates Air Force

 Ghana
- Ghana Air Force

 Giappone
- Guardia costiera giapponese

2 SC.7 in servizio dal 1975 al 1997.
 Guyana
- Guyana Defence Force

3 SC.7 consegnati a partire dal 1979. 2 SC.7 Mk.3M ordinati nel 2018 e consegnati a luglio 2019.
 Indonesia
- Tentara Nasional Indonesia Angkatan Udara

 Lesotho
- Lesotho Defence Force - Air Squadron

 Malawi
- Malawi Army Air Wing

 Mauritania
- Force aérienne de la République Islamique de Mauritanie

 Messico
- Fuerza Aérea Mexicana

 Nepal
- Royal Nepal Army Air Wing

 Oman
- Al Quwwat al-Jawwiya al-Sultanya al-Omanya

 Singapore
- Angkatan Udara Republik Singapura - Skyvan 3M impiegato per Utility transport e Search-and-locate duties dal 1973 al 1993.

 Thailandia
- Kongthap Akat Thai

 Yemen
- Al-Quwwat al-Jawwiyya al-Yamaniyya

## Modellismo
- Airfix scala 1/72 fuori produzione.[9]

## Velivoli comparabili
Israele
- IAI Arava

 Polonia
- PZL Mielec M28

 Spagna
- CASA C-212 Aviocar